# 5-アセトキシメチルフルフラール
5-アセトキシメチルフルフラール（5-Acetoxymethylfurfural）はフルフラールの5位にアセトキシメチル基が結合した有機化合物である。

## 用途
食パンを特徴づける香りを持ち、食品用香料として利用される。鋳型造型用粘結剤としての用途もある。140℃以上で触媒を使用することにより、2,5-フランジカルボン酸が得られる。